# Scott Macartney
Scott Macartney (* 19. Januar 1978 in Seattle, Washington) ist ein ehemaliger US-amerikanischer Skirennläufer.

## Biografie
Seinen ersten internationalen Erfolg feierte Macartney bei den Juniorenweltmeisterschaften 1998 im französischen Megève, als er im Abfahrtslauf Dritter wurde. Ab November 1999 startete er im Weltcup. Er nahm 2002 an den Olympischen Winterspielen teil und wurde 25. in der Abfahrt und 29. im Super-G. Bei den Olympischen Winterspielen 2006 erreichte er Platz sieben im Super-G, Rang 15 in der Abfahrt und Platz 16 in der Super-Kombination. Bei seinen beiden Weltmeisterschaftsteilnahmen 2005 in Bormio und 2007 in Åre war ein 28. Rang im Super-G sein bestes Ergebnis. Das beste Weltcupresultat seiner Karriere erreichte er am 29. Januar 2006, als er im Weltcup-Super-G in Garmisch-Partenkirchen überraschend auf den zweiten Platz fuhr. Ein dritter Platz folgte am 15. Dezember 2007 in der Abfahrt auf der Saslong in Gröden.
Am 19. Januar 2008 kam Macartney in der Abfahrt auf der Streif in Kitzbühel bei einer Geschwindigkeit von 141,2 km/h schwer zu Sturz und erlitt ein Schädel-Hirn-Trauma. Er überstand den Sturz ohne Knochenverletzungen und konnte bereits nach drei Tagen das Krankenhaus Richtung Salt Lake City verlassen. Ein Jahr später stürzte Macartney in Wengen erneut und zog sich eine Verletzung im linken Knie zu; auch diese Saison musste der US-Amerikaner frühzeitig beenden. Nach der Saison 2009/10 gab Macartney seinen Rücktritt vom Skirennsport bekannt.

## Erfolge

### Olympische Spiele
- Salt Lake City 2002: 25. Super-G, 29. Abfahrt
- Turin 2006: 7. Super-G, 15. Abfahrt, 16. Superkombination

### Weltmeisterschaften
- Bormio 2005: 28. Super-G
- Åre 2007: 30. Abfahrt, 31. Super-G

### Weltcup
- 5 Platzierungen unter den besten zehn in Einzelrennen, davon 2 Podestplätze
- 1 Podestplatz bei Mannschaftswettbewerben

### Nor-Am Cup
- Saison 1998/99: 2. Gesamtwertung, 1. Super-G-Wertung, 3. Abfahrtswertung
- Saison 2000/01: 3. Abfahrtswertung
- Saison 2002/03: 2. Gesamtwertung, 1. Super-G-Wertung, 7. Riesenslalomwertung
- 15 Podestplätze, davon 6 Siege

### Juniorenweltmeisterschaften
- Schladming 1997: 18. Super-G, 27. Abfahrt
- Megève 1998: 3. Abfahrt, 10. Super-G, 20. Slalom, 62. Riesenslalom

### Weitere Erfolge
- 5 Siege in FIS-Rennen